# Tsotane Dywili
Tsotane „Tsotsi“ Dywili (* 1992) ist ein ehemaliger südafrikanischer Skirennläufer. Er startete hauptsächlich in den technischen Disziplinen Riesenslalom und Slalom.

## Karriere
Dywili wuchs in ärmlichen Verhältnissen in Barkly East auf. 2004 trat er dem lokalen Skiclub Ikhephu Ski Pups bei. Sein internationales Renndebüt feierte er am 24. Januar 2011 bei einem FIS-Riesenslalom in Zell am See. Bereits zwei Wochen später startete Dywili erstmals bei einer Alpinen Skiweltmeisterschaft. In Garmisch-Partenkirchen belegte er im Slalom den 77. Platz.
Dieses Ergebnis konnte er bei seiner zweiten Weltmeisterschaftsteilnahme zwei Jahre später in Schladming nicht verbessern. Dort belegte er im Riesenslalom den 93. Platz.
In darauffolgenden Jahren startete Dywili nur noch bei FIS-Rennen in Südafrika, sowie den nationalen Meisterschaften, wobei er insgesamt drei Medaillen gewinnen konnte.
Sein letztes internationales Rennen bestritt Dywili am 28. Juli 2019 bei den Südafrikanischen Juniorenmeisterschaften in Tiffindell. Seitdem ist er als Rennläufer nicht mehr in Erscheinung getreten.

## Erfolge

### Weltmeisterschaften
- Garmisch-Partenkirchen 2011: 77. Slalom, 121. Riesenslalom
- Schladming 2013: 93. Riesenslalom, DNQ Slalom

### Weitere Erfolge
- Südafrikanischer Vizemeister im Slalom (2019)
- Bronze bei den Südafrikanischen Meisterschaften im Slalom (2015, 2016)